# Nassarius herosae
Nassarius herosae is een slakkensoort uit de familie van de Nassariidae. De wetenschappelijke naam van de soort is voor het eerst geldig gepubliceerd in 2005 door Kool.